# Аманонкур
Аманонкур (фр. Amenoncourt) насеље је и општина у североисточној Француској у региону Лорена, у департману Мерт и Мозел која припада префектури Линевил.
По подацима из 2011. године у општини је живело 90 становника, а густина насељености је износила 12,45 становника/km². Општина се простире на површини од 7,23 km². Налази се на средњој надморској висини од 316 метара (максималној 350 m, а минималној 259 m).

## Демографија
| 1962. | 1968. | 1975. | 1982. | 1990. | 1999. | 2011. |
| ----- | ----- | ----- | ----- | ----- | ----- | ----- |
| 112   | 123   | 97    | 84    | 91    | 96    | 90    |

График промене броја становника у току последњих година